# 羅諾克 (喬治亞州)
羅諾克（英語：Roanoke）是位於美國喬治亞州斯圖爾特縣的一個鬼鎮。由於此地已於1836年被荒廢，本地已無人居住。

## 地理
羅諾克的座標為32°01′54″N 85°03′10″W / 32.03167°N 85.05278°W，而該地的平均海拔高度為58米（即190英尺）。